# Zeughaus (Muldenhammer)
Zeughaus ist eine zum Ortsteil Morgenröthe-Rautenkranz der sächsischen Gemeinde Muldenhammer im Vogtlandkreis gehörige Häusergruppe im Naturpark Erzgebirge-Vogtland, die zu den Auerbacher kleinen Waldorten gehört. Zeughaus liegt direkt westlich von Morgenröthe.

## Geschichte
Es handelt sich um einen der Auerbacher kleinen Waldorte, die 1834 zur Auerbacher Waldgemeinde gehörten. Später wurde Zeughaus ein Ortsteil von Morgenröthe-Rautenkranz. Am 12. Juni 1680 erhielt der Köhler Ernst Seidel aus Morgenröthe die Genehmigung zur Errichtung eines ersten Wohnhauses an dieser Stelle, die zum damaligen Zeitpunkt der Gewerkschaft des Zinnbergwerks Maria Fundgrube gehörte.
Ab 1879 unterstand Zeughaus dem Amtsgericht Auerbach. Seit 1840 ist die Häusergruppe nach Rautenkranz gepfarrt.
| Jahr                                                          | 1791       | 1834 | 1871 | 1875 | 1890 |
| ------------------------------------------------------------- | ---------- | ---- | ---- | ---- | ---- |
| Einwohner                                                     | 4 Häusler* | 344  | 141  | 196  | 449  |
| * teils einschließlich Heßmühle, Hirschlecken, Hüttenschachen |            |      |      |      |      |

1871 gab es 9 Häuser mit 141 Einwohnern. 1875 gab es 12 Häuser. Der Ort gehörte zum Postbestellbezirk Jägersgrün.

## Ortsname
Der Legende nach soll Zeughaus den Namen von einem unter der Herrschaft des Kurfürsten August von Sachsen im 16. Jahrhundert in den Wäldern des Vogtlandes betriebenen Zeughauses erhalten haben. Die älteste auffindbare Karte des Gebietes um das Bergwerk „Uf der Morgenröd“ von Mathias Öder aus den Jahren 1586–1634 im Archiv der Deutschen Fotothek Dresden zeigt im Bereich der jetzigen Siedlung Zeughaus keine Bebauung bis auf eine Markierung „Bernfangh“ am Wiesbach. Aufgrund der Überlieferungslage kann dies nicht bestätigt werden, sondern der Name stammt vom Stangengezeug der Maria Fundgrube, ist also eine bergmännische Bezeichnung.
Ältere Ortsnamensformen sind: Zeichhauß (1729), Zeughauß (1791), Zeughäuser (1833) und ab 1875 Zeughaus.